# Aeroportul Taraz
Aeroportul Taraz (IATA: DMB, ICAO: UADD) este un aeroport din Jambyl, Kazahstan ce deservește zona Taraz. Aeroportul a fost tranzitat în 2018 de 63.261 de pasageri. A fost numit după zona deservită.
Situat la o altitudine de 666 m, aeroportul dispune de 1 pistă.

## Infrastructură

### Piste
Aeroportul dispune de o singură pistă. Pista are orientarea 13/31. 